# Società Sportiva Pro Roma
La Società Sportiva Pro Roma fou un club de futbol de la ciutat de Roma (Itàlia).

## Història
El club va ser fundat el 28 d'agost de 1911 de les cendres del Club Sportivo Ardor. A més del futbol la societat practicava altres esports com el tamborí, l'atletisme i la natació. La samarreta del club era blanca amb el coll negre o vermell El primer partit el disputà enfront de la Lazio el novembre de 1911 essent derrotada la Pro Roma per 7-0.
Els primers partits van ser disputats a la Piazza d'Armi; i el març de 1912 inaugurà el seu camp a la Via Ostiense 9. El primer partit en aquest camp (Pro Roma-Fortitudo) es disputà el 17 de març de 1912. L'estiu de 1912 la FIGC decidí admetre d'equip a la primera categoria del grup del Laci. El club es mantingué en aquesta categoria sense arribar a disputar mai cap fase final nacional. L'11 d'abril de 1915 inaugurà el seu nou camp, l'Stadio Flaminio. En acabar la temporada 1921-22 baixà a segona categoria, retornant a primera a acabar la temporada 1923-24. El 1926, per voluntat del règim feixista es fusionà am la Fortitudo Roma naixent la  Società Fascista Fortitudo Pro Roma.

## Cronologia
- 1912-13: 5è al grup del Laci de Primera Categoria
- 1913-14: 5è al grup del Laci de Primera Categoria
- 1914-15: 5è al grup del Laci de Primera Categoria
- 1919-20: 5è al grup del Laci de Primera Categoria
- 1920-21: 4t al grup del Laci de Primera Categoria
- 1921-22: 8è al grup del Laci de Primera Divisió. Descens a II Divisió
- 1924-25: 5è al grup del Laci de Primera Divisió. Descens a II Divisió però repescat a primera
- 1925-26: 6è al grup del Laci de Primera Divisió. Fusió amb Fortitudo